# Aeroportul Național Minatitlán/Coatzacoalcos
Aeroportul Național Minatitlán/Coatzacoalcos (IATA: MTT, ICAO: MMMT) este un aeroport din Cosoleacaque Municipality⁠(d), Statul Veracruz, Mexic ce deservește zona Coatzacoalcos⁠(d). Aeroportul a fost tranzitat în 2023 de 142.118 pasageri. A fost numit după zona deservită.
Situat la o altitudine de 11 m, aeroportul dispune de o singură pistă. Este operat de Grupo Aeroportuario del Sureste⁠(d).